# Mika Newton
Oksana Stefanivna Hrycaj (ukrajinsky Оксана Стефанівна Грицай; * 5. března 1986 Burštyn), známá jako Mika Newton (ukrajinsky Мiка Ньютон), je ukrajinská zpěvačka a herečka. Narodila se a vyrůstala na Ukrajině, po roce 2010 se přestěhovala do Los Angeles.

## Kariéra
Vyrostla ve městě Burštyn, v západní části Ukrajiny. Zpívat se naučila v raném věku napodobováním známých umělců, které slyšela v rádiu. Začala prosit svou matku, aby pozvala přátele, před kterými vystupovala. „Nevěděla jsem, jestli bych chtěla být zpěvačkou, ale věděla jsem, že miluji vystupování“, říká. V devíti letech se účastnila regionálních pěveckých soutěží. Díky tomuto si poprvé vyzkoušela opravdové jeviště – a chtěla víc. „Jsem na jevišti tak otevřená“, říká. „To je, když to jsem opravdu já. Myslím si, že čím víc jsi otevřený, tím více lidí se bude s vámi spojuje, a to je ten moment, když můžete opravdu udělat dojem.“